# Noual
Noual est une commune de Mauritanie située dans le département de Néma de la région de Hodh Ech Chargui.